# Абу-Бакр Атіку II
Абу-Бакр (Абубакар) Атіку II дан Белло на Рабах (Рабіх) (*1812 — 28 березня 1877) — султан Сокото в 1873—1877 роках.

## Життєпис
Відомостей про нього обмаль. Син султана Мухаммада Белло. Народився 1812 року. Більшу частину життя провів у рібаті Рабах (Рабіх). 1873 року після смерті стрийка Ахмаду Руфаї стає новим правителем держави.
Спрямував зусилля на збереження кордонів Сокото. Водночас дотримувався миру з усіма сусідами, більше уваги приділяючи ісламізації населення та освіті. Помер 1877 року. Йому спадкував брат Му'азу.